# المهدية (البحيرة)
قرية المهدية هي إحدى القرى التابعة لمركز أبو المطامير في محافظة البحيرة في جمهورية مصر العربية. حسب إحصاءات سنة 2006، بلغ إجمالي السكان في المهدية 16814 نسمة، منهم 8498 رجل و8316 امرأة.